# 2020 en Norvège
Chronologie de la Norvège
- 2016
- 2017
- 2018
- 2019
- 2020
- 2021
- 2022
- 2023
- 2024

Cet article présente les faits marquants de l'année 2020 en Norvège ou relatifs à la Norvège.

## Gouvernance
- Harald V est roi de Norvège.
- Erna Solberg dirige le gouvernement .

## Événements
- Le glissement de terrain de Gjerdrum est un glissement de terrain qui s'est produit à Ask, dans la commune de Gjerdrum, comté de Viken, en Norvège, au cours de la nuit du 30 décembre 2020 vers 4 h du matin[1].
- La pandémie de Covid-19 en Norvège se propage à partir du 26 février 2020 lorsque l'Institut norvégien de la santé publique (en) annonce qu'un patient est positif au SARS-CoV-2 après son retour de Chine la semaine précédente[2]. À la date du 17 septembre 2022, le bilan est de 4 038 morts.

## Sport
- Le championnat d'Europe masculin de handball 2020 est la 14e édition du championnat d'Europe masculin de handball. Il se déroule du 9 au 26 janvier 2020 et, pour la première fois, conjointement dans trois pays : en Suède, en Autriche et en Norvège. De plus, en conséquence du passage de 16 à 24 équipes, la formule de la compétition a été modifiée.
- La 39e édition des Championnats du monde juniors de ski alpin se déroule du 4 mars 2020 au 14 mars 2020 à Narvik en Norvège. C'est la 5e fois que la Norvège organise ces Championnats du monde juniors après Hemsedal en 1987 (co-organisation avec la Suède), Geilo en 1991, Voss en 1993 et Hafjell en 2015.

### Football
- Le championnat de Norvège féminin de football 2020 est la 34e édition du championnat de Norvège féminin. Les dix meilleurs clubs de football féminin de Norvège sont regroupés au sein d'une poule unique, la Toppserien, où ils s'affrontent deux fois au cours de la saison, à domicile et à l'extérieur.
- La saison 2020 du Championnat de Norvège de football est la 76e édition de la première division norvégienne. Les seize équipes s'affrontent au sein d'une poule unique, en matches aller-retour, à domicile et à l'extérieur. À l'issue de la saison, les deux derniers du classement sont relégués et remplacés par les deux meilleures formations de 1. divisjon, la deuxième division norvégienne. Le club classé 14e doit disputer un barrage de promotion-relégation face au vainqueur du tournoi accession de deuxième division. Molde FK est le tenant du titre. Aalesunds FK et Sandefjord Fotball accèdent à l'élite norvégienne.

## Culture

### Cinéma
- Charter est un film suédois réalisé par Amanda Kernell, sorti en 2020.
- Gunda est un film documentaire de 2020 réalisé, co-écrit et co-édité par Viktor Kossakovski. Le film suit la vie quotidienne d'une truie, de deux vaches et d'un poulet unijambiste. Joaquin Phoenix en est le producteur exécutif, lui-même vegan[3].
- Mortal (Torden, littéralement « Tonnerre ») est un film fantastique norvégien coécrit, coproduit et réalisé par André Øvredal, sorti en 2020.
- My Favorite War est un film d'animation letton et norvégien réalisé par Ilze Burkovska Jacobsen et sorti en 2020.
- Reven og Nissen est un film d'animation de court métrage cinéma norvégien, suédois et danois réalisé par Are Austnes et Yaprak Morali et sorti en 2020.
- La Traversée (Flukten over grensen) est un film familial à suspense norvégien de 2020 réalisé par Johanne Helgeland. Le scénario, écrit par Maja Lunde, est tiré de son roman Over grensen publié avant la production du film. L'intrigue se déroule pendant la Seconde Guerre mondiale et le film suit deux enfants juifs fuyant les nazis en Norvège vers la Suède.

## Naissances
- Naissance en Norvège en 2020

## Décès
- Naissance en Norvège en 2020